# Euathlus
Euathlus là một chi nhện trong họ Theraphosidae.

## Các loài
Chi này gồm các loài:
- Euathlus pulcherrimaklaasi (Schmidt, 1991)
- Euathlus truculentus L. Koch, 1875
- Euathlus vulpinus (Karsch, 1880)
  - Euathlus vulpinus ater (Donoso, 1957)